# Gregoria (imperatrice)
Gregoria (fl. VII secolo) è stata un'imperatrice bizantina che resse il trono dal 641 al 650 per il figlio Costante II.

## Biografia
Era una figlia di Niceta, cugino di primo grado di Eraclio e generale che nel 608 conquistò l'Egitto durante la rivolta contro Foca. Niceta sconfisse gli alleati di Foca in Egitto e riuscì ad ottenere il controllo della provincia nel 610. 
Il 5 ottobre 610, Eraclio depose Foca e venne nominato nuovo imperatore e Niceta fu elevato al grado sociale di patrizio e promosso al grado militare di Comes Excubitorum, cioè comandante degli excubitores, le guardie del palazzo imperiale. Probabilmente rimase comunque in Egitto e difese la provincia dall'invasione del re persiano Cosroe II. Nel 618 l'esercito persiano conquisto l'Egitto e costrinse Niceta a fuggire. Fu nominato dal cugino Esarca d'Africa e mantenne la posizione fino alla sua morte avvenuta nel 628 o nel 629. 
Il nonno paterno di Gregoria era Gregorio, fratello di Eraclio il Vecchio, il padre di Eraclio.  

### Imperatrice
Gregoria fu promessa sposa al cugino di secondo grado Costantino III, unico figlio di Eraclio e della sua prima moglie Eudochia. Costantino fu incoronato co-imperatore da suo padre il 22 gennaio 613, quando non aveva ancora compiuto un anno. 
Gregoria si sposò con Costantino nel 629 o nel 630, quando lo sposo aveva circa diciassette anni. Molto probabilmente anche lei aveva un'età simile al marito. Arrivò a Costantinopoli dalla Pentapoli occidentale in Cirenaica, si presume che Gregoria fu cresciuta dal padre e non dal suocero. Dopo il matrimonio divenne l'imperatrice minore, dopo Martina. 
Gregoria e Costantino ebbero almeno almeno due figli: Constante II, nato il 7 novembre 630 e, secondo Teofane, un secondo figlio di nome Teodosio, che venne però giustiziato dal fratello nel 659 o nel 660. 
Eraclio morì l'11 febbraio 641 e Costantino III divenne imperatore mentre il fratellastro Eraclio II co-imperatore. Costantino morì di tubercolosi tra aprile e maggio dello stesso anno il popolo si ribellò per deporre l'ormai solo al comando Eraclio II in favore di Costante II. Poiché era ancora minorenne, fino al 650 Gregoria resse il trono, seppur i suoi atti da reggente non si trovano nelle fonti bizantine. 